# Most Sulejmana
Most Sulejmana (chorw. most Sulejmana I, węg. Eszéki híd) − niemal ośmiokilometrowy most nad rzeką Drawą koło Osijeku w Chorwacji, który został wybudowany przez Turków w XVI w.
Pierwszy raz przerzucił tu most i przekroczył rzekę Sulejman Wspaniały w dn. 22.08.1526. Most został następnie przez niego zniszczony. Później w 1578 r. Turcy zbudowali z potężnych bali dębowych stały most o dużej nośności. Transportowano przez niego zaopatrzenie dla załóg zamkowych na okupowanych terenach i dla walczących wojsk. Jednocześnie istniał obok most pontonowy składający się z 40 statków, przechodzący przez moczary i boczne odnogi Drawy.
Most łączył będące w tureckim władaniu Węgry z częścią Chorwacji – Sremem. Z powodu znaczenia przeprawy bardzo często były tu prowadzone walki. W celu skuteczniejszej obrony Turcy wybudowali w pobliskiej Dardzie twierdzę.
W 1599 r. Miklós Pálffy spalił most, ale Turcy go odbudowali. 30 stycznia 1664 węgierska i chorwacka konnica pod wodzą Nikoli Zrinskiego i Pála Esterházyego wyruszyła z Peczu w stronę Osijeku. Drawa zamarzła i żołnierze mogli się po niej łatwo poruszać. 1 lutego dostarczyli w okolice mostu dużą ilość chrustu i trzciny, a następnie je podpalili. Turcy z osijeckiej Tvrđi na próżno usiłowali odegnać Zrinskiego ogniem dział i 2 lutego udało się spalić most całkowicie. Później wielki wezyr Ahmed Köprülü znowu wybudował most pontonowy, po przejściu którego w dn. 30 czerwca zdobył i zniszczył twierdzę Nowy Zrin.
Most zniszczono ostatecznie podczas zdobywania Osijeka w 1687 r.

## Literatura
- Magyarország hadtörténete, Zrínyi katonai kiadó, Budapest 1985. szerk.: Liptai Ervin ISBN 963-326-337-9.

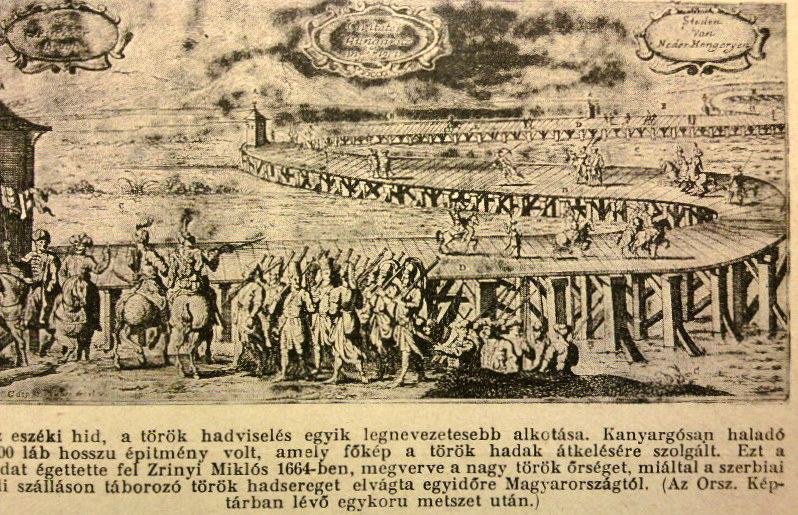
Most Sulejmana, ówczesny sztych z Tolnai világtörténelme

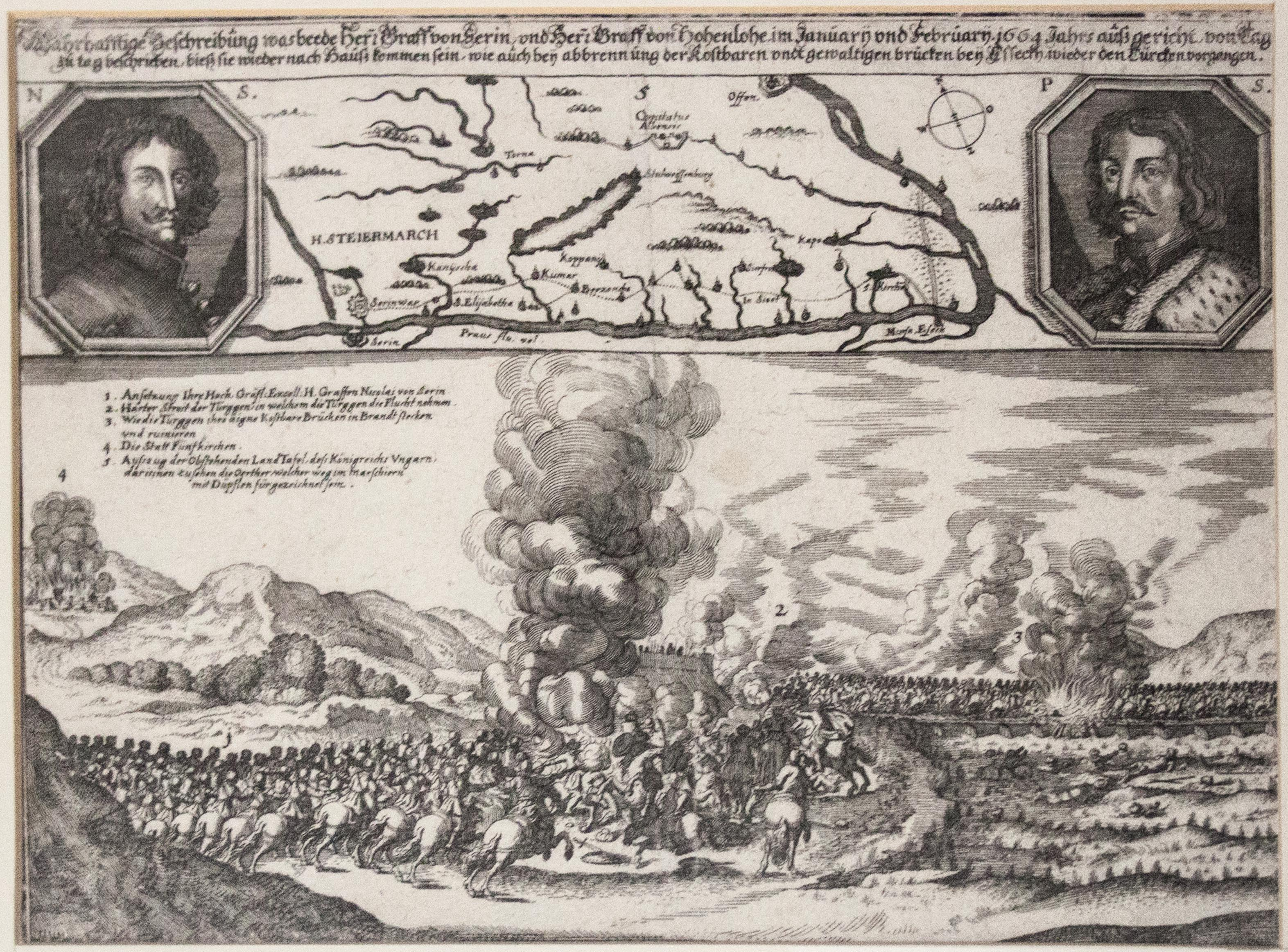
Spalenie mostu Sulejmana